# Oscar Herreros Walker
Oscar Herreros Walker (La Serena, 1897-Santiago, ?) fue un militar chileno, General del Aire y Comandante en jefe de la Fuerza Aérea de Chile.

## Biografía
Nació en La Serena el 12 de noviembre de 1897. Sus padres fueron Estanislao Herreros e Isabel Walker Saavedra.

### Estudios
Estudió en el Liceo de La Serena y luego en la Escuela Militar.

## Trayectoria militar
En 1921 pasó a ser parte de la oficialidad de aviación. Más tarde fue destinado a adiestramientos en EE.UU e Inglaterra, volviendo para cumplir diversos cargos y cumplir preparación en la academia de guerra.
Fue director de la Escuela de aviación y comandante de la base El Bosque, Director de Servicios. Jefe de la misión aérea de Chile en EE.UU, entre 1944 y 1946.
Presidente del Directorio de la Empresa Nacional de Aeronáutica (ENAER), que es realizada por la Dirección General de Aeronáutica Civil DGAC.
En 1946 se le nombró Comandante en Jefe de la FACH, dos años después tramitó su retiro.

## Obras
- Manual de Bombardeo: (Traducción). 1932
- La aviación de observación.1933
- La Fuerza Aérea. Sus principios, sus medio y su empleo. 1937

## Medallas y condecoraciones
- Orden de la Cruz del Sur (Gran Oficial) ( Brasil)
- Orden del Libertador (Comendador) ( Venezuela)
- Legión al Mérito (Comandante), EE. UU.
- Orden Nacional al Mérito (Gran Oficial) ( Paraguay)
- Orden del Mérito Aeronáutico (Brasil) (Gran Oficial) ( Brasil)
- Orden de la Estrella Negra (Gran Oficial) ( Francia)

| Predecesor: Manuel Tovarías Arroyo | Comandante en Jefe de la Fuerza Aérea de Chile 1946 - 1947 | Sucesor: Aurelio Celedón Palma |